# Younan Nowzaradan
Younan Nowzaradan (persană یونان نوذرادان; n. 11 octombrie 1944), cunoscut ca Dr. Now, este un chirurg, gazdă TV și autor iraniano-american. Este specializat în chirurgie vasculară și chirurgie bariatrică. El este cunoscut pentru că a ajutat persoanele obeze morbide să piardă în greutate în Viața la 300 kg (My 600-lb Life) (2012 - prezent).